# Лилфорд, Дуглас
Дуглас Коллард Поуис Лилфорд (англ. Douglas Collard Powys Lilford; 31 июля 1908, Грейамстаун — 30 ноября 1985, Машоналенд), известен как Босс Лилфорд — родезийский предприниматель и политик, ближайший сподвижник Яна Смита. Финансист и организатор партии Родезийский фронт. Был лидером ультраправого крыла родезийских националистов. После преобразования Родезии в Зимбабве отошёл от политики. Убит на собственной ферме при невыясненных обстоятельствах.

## Босс-бизнесмен
Родился в англоафриканской семье, проживавшей в Капской колонии (ныне Восточно-Капская провинция ЮАР). Отец — Атертон Лилфорд — был фермером и управляющим шахты, мать — Агнес Лилфорд — директором школы для белых. Имел трёх братьев и сестру. Вскоре после рождения Дугласа Колларда семья перебралась в Южную Родезию, где Атертон Лилфорд занялся агробизнесом. Агнес Лилфорд основала частную школу Lilfordia, со временем получившую статус правительственного учреждения.
Дуглас Лилфорд учился в школе-интернате при железнодорожной компании. Сумев получить кредит на семейное дело, занялся производством табака. Успешно развивал бизнес, сумел решить финансовые проблемы Lilfordia Был председателем консультативного совета сельскохозяйственного колледжа в Солсбери.
В 1950-е Дуглас Лилфорд считался магнатом и «табачным бароном», имел разносторонние интересы в горнодобыче и обрабатывающей промышленности. Носил прозвище Босс, превратившееся в часть личного имени.

## Основание Родезийского фронта
Политически Дуглас Лилфорд придерживался ультраправых взглядов. По некоторым оценкам, его воззрения были близки к южноафриканскому Брудербонду — не с африканерских, а с родезийских позиций. Он был убеждённым родезийским националистом, сторонником государственной независимости Родезии.
В начале 1960-х в белой общине Южной Родезии резко возросла популярность идеи провозглашения независимости. Деколонизация континента вызывала сильные опасения из-за перспективы прихода к власти чернокожего большинства. Особенно тяжёлое впечатления произвело на родезийцев кровопролитие 1960 в Конго. С другой стороны, провозглашение ЮАР в 1961 показало пример узаконенного господства белых в условиях независимости. Выразителем этих настроений стала партия Родезийский фронт (RF), созданная в 1962 радикальными активистами белых политических организаций, прежде всего южнородезийского отделения Доминионной партии.
Босс Лилфорд сыграл в создании Родезийского фронта одну из ключевых ролей. Именно он оказал решающую финансовую и организационную поддержку Яну Смиту при учреждении RF. Сумма, единовременно выданная Лилфордом на первоначальные нужды RF, оценивается некоторыми источниками в 100 тысяч фунтов стерлингов. Эту ситуацию описал в своих мемуарах сам Смит с выражением благодарности Лилфорду. Со своей стороны, Лилфорд очень уважительно отзывался о Смите как о «человеке из стали».

## Политика родезийского национализма
Первые два года формальным лидером RF выступал Уинстон Филд, но реально основные решения принимались прежде всего Смитом и Лилфордом. После отстранения Филда в 1964 политический тандем Смит-Лилфорд вышел на первый план. «Босс» активно поддержал лидера RF в его ключевом решении — провозглашении независимости Родезии 11 ноября 1965.
Высоких государственных постов в Родезии Лилфорд формально не занимал, но являлся заместителем Смита в правящей партии. В этом качестве «Босс» оказывал серьёзное влияние на политику правительства. Он курировал организационный аппарат и финансовые средства RF. Воспринимался как выразитель и гарант фермерских интересов в политике RF и родезийского правительства.
Дуглас Лилфорд олицетворял крайне правое направление родезийского национализма — последовательный консерватизм и антикоммунизм, жёсткий курс в отношении левых повстанческих движений. Однако на заключительном этапе родезийской гражданской войны возникли и упорно держались слухи, будто Босс Лилфорд поддерживает для политической страховки тайные контакты с партизанским движением ZANU.
В 1968 Лилфорд привлекался к суду по обвинению в нападении и избиении работника-негра. Был оправдан, но подпольные организации распространяли листовки, утверждавшие, будто Лилфорд убил африканца, и призывавшие расправиться с ним.

## Убийство на собственной ферме
Ланкастерхаузское соглашение, победа марксистской партии ZANU на выборах 1980, провозглашение независимости Зимбабве под руководством Роберта Мугабе явились сокрушительным поражением политического курса Дугласа Лилфорда. С 1982 он отошёл от политики. Занимался выращиванием табака и кукурузы, разведением скота и скаковых лошадей.
В последний день ноября 1985 77-летний Дуглас Лилфорд был найден убитым на своей ферме близ Хараре. Перед тем как застрелить, его связали проволокой и избили. При этом удалось установить, что один из убийц был ранен. Полиция не обнаружила преступников, мотивы убийства остались нераскрытыми.
Ян Смит выразил потрясение и возмущение в связи с убийством Дугласа Лилфорда. Он назвал «Босса» своим лучшим другом и человеком твёрдых принципов:

За свои принципы он готов был умереть. Но, надеюсь, причина его смерти не в этом.